# Rock Ridge
Rock Ridge (RRIP, Rock Ridge Interchange Protocol) je rozšíření souborového systému ISO 9660 určené primárně pro unixové operační systémy.
Oproti původnímu ISO 9660, které obsahuje spoustu „nepříjemných“ omezení, Rock Ridge mj. podporuje:
- dlouhé názvy souborů (až 255 znaků)
- větší zanoření adresářové struktury
- různé unixové speciální soubory (symbolické odkazy, bloková a znaková zařízení, …)
- unixová přístupová práva k souborům